# Hotel ESO

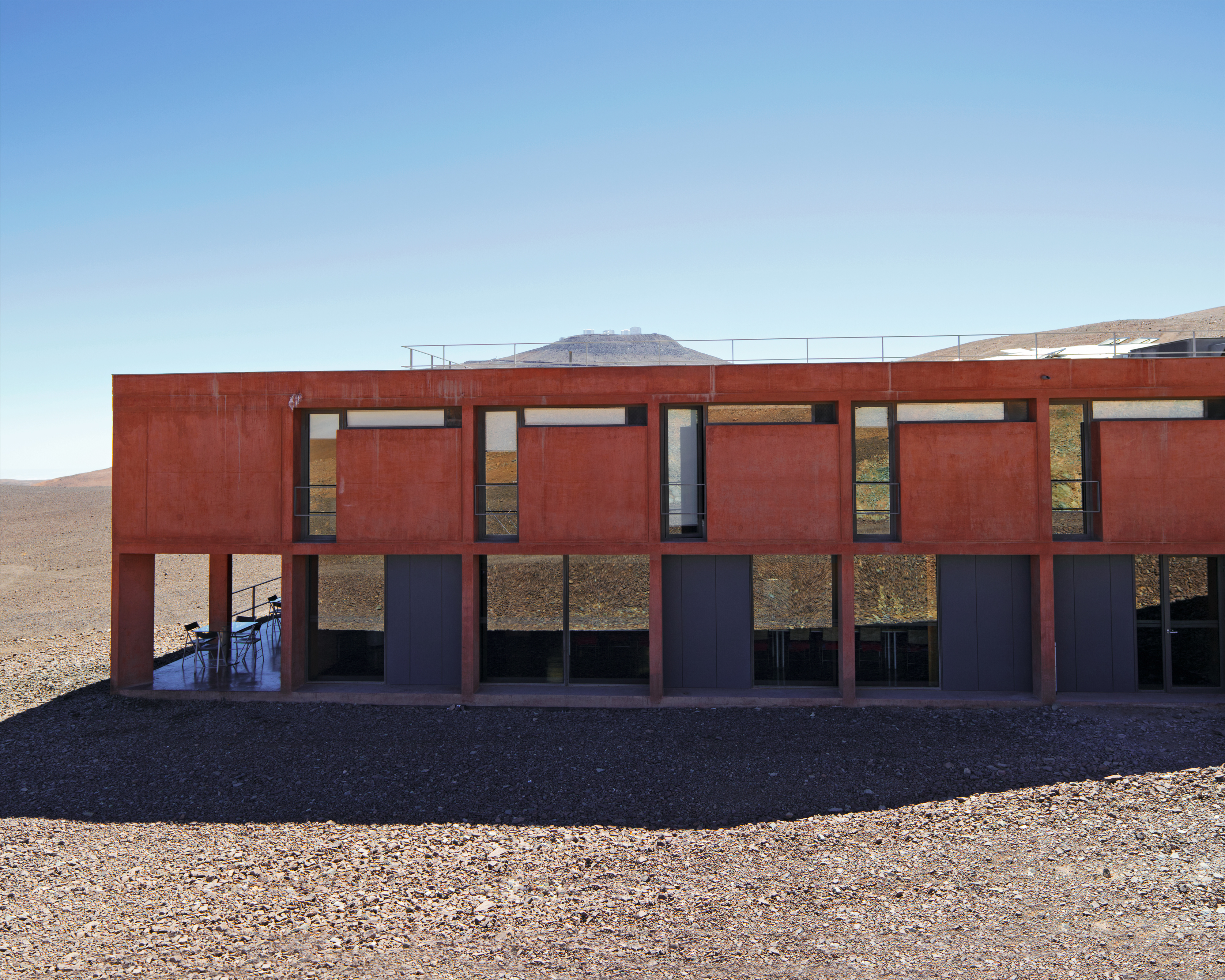
Construyendo el Paranal Residencia — De Turbulencia a Tranquilidad (cuando aparece en 2012).

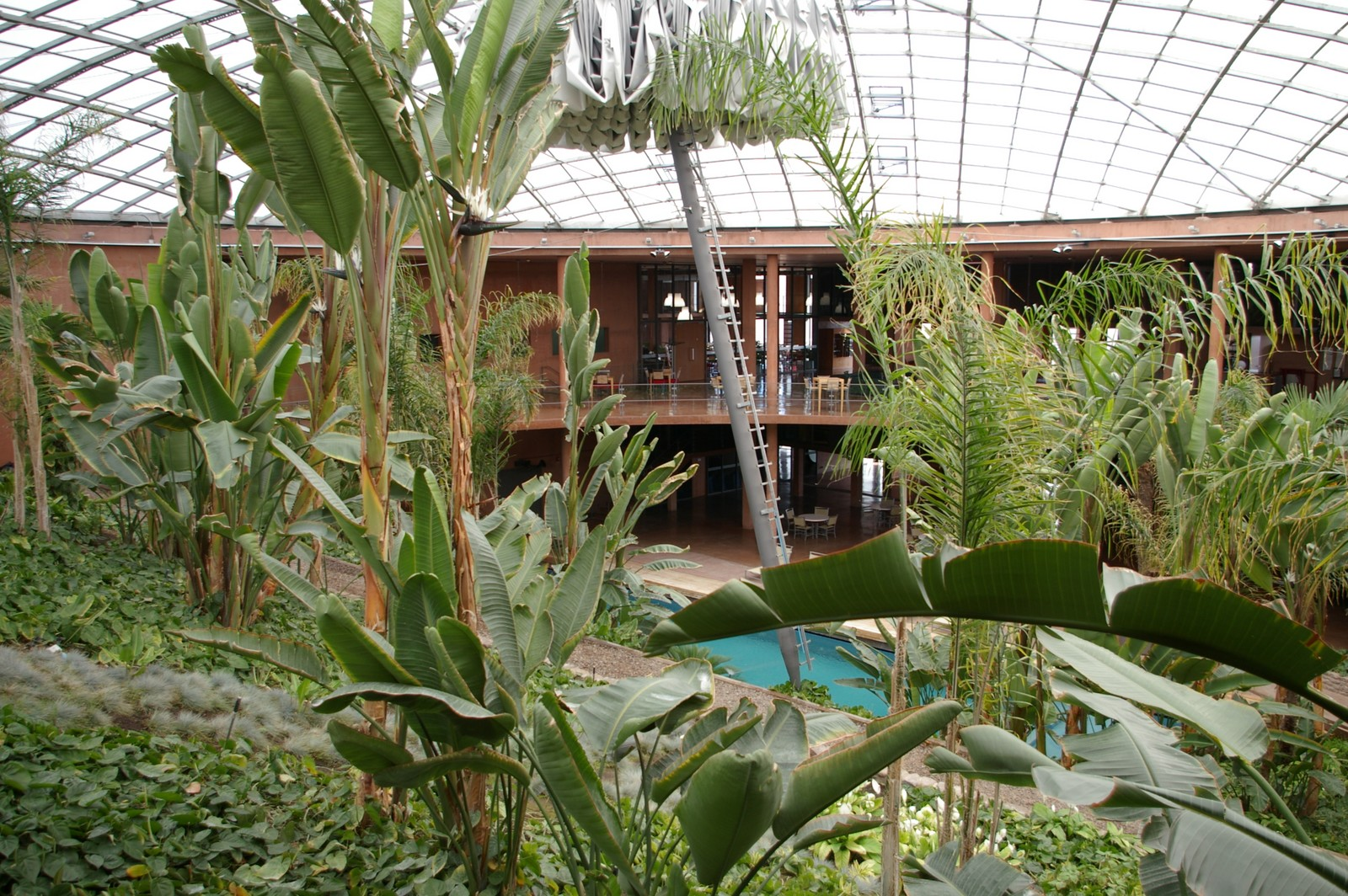
El Jardín del Residencia en Hotel ESO

ESO Hotel en Cerro Paranal (o Residencia) es el alojamiento para científicos del Observatorio Paranal en Chile desde 2002. Es principalmente utilizado para el ESO (Observatorio Del sur europeo) en el cual científicos e ingenieros trabajan allí mediante rondas de turnos. Ha sido apodado por sus huéspedes como "la posada de Marte", porque el paisaje circundante del desierto es similar a Marte , y también como "Oasis para astrónomos".  No es un hotel comercial, y el público no puede reservar habitaciones.
El área total es 10 000 m², con su estructura de forma de L posee una longitud de 176 m x 53 m. Tiene 4 niveles, 1 000 m² de Jardines, 108 habitaciones, y 18 oficinas. Incluye un restaurante, habitación de música, biblioteca, natación-piscina, y sauna. Su inauguración fue en febrero de 2002
El hotel está localizado en 2,400 metros (7,900 ft) sobre el nivel de mar en Cerro Paranal. Las personas que trabajan allí en condiciones climáticas extremas que incluyen sol intenso, sequedad, altas velocidades del viento  y grandes fluctuaciones en temperatura. Para proteger contra estas inclemencias ha sido construido un oasis artificial dónde las personas pueden relajarse entre turnos. El Hotel tiene 120 habitaciones y otros espacios públicos: un comedor, lounge, piscina, un centro de forma física y biblioteca.
El complejo en sí,que comprende cuatro niveles, se acomoda a una zanja existente en el terreno. Hay vistas espectaculares fuera a través del desierto al océano Pacífico de cada de las 120 habitaciones y también desde el comedor "Veranda". También es visible es un domo ligeramente levantado que comprende un esqueleto de acero que mide 35 metros (115 ft) de diámetro.
El exterior del hotel estuvo presentado en la película de 2008 James Bond Quantum of Solace (película) Una miniatura del hotel estuvo construida por el equipo de efectos visuales para los tiros donde el hotel está destruido por un incendio.
El arquitecto fue Auer+Weber de Alemania y el constructor fue Vial y Vives Ltda. De Chile. Ganó el Cityscape Architectural Review Awards en 2005. En 2004 ganó el Leaf-Awards.

## Véase también

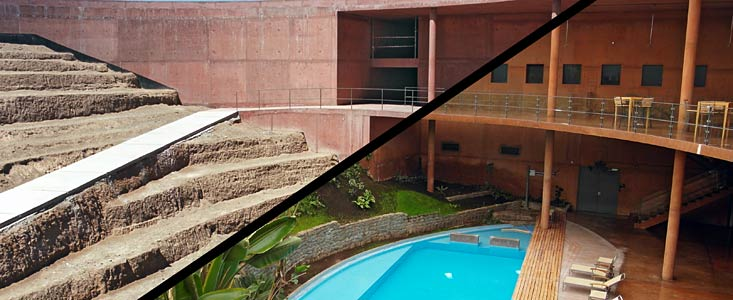
El Residencia en construcción al final de 2000.